# 平面曲线
在欧氏空间里，以两个不平行的向量表示一个平面。因为两个不平行的向量至少可以确定三个点：向量的起点和两个终点。一般取相互垂直的向量来表示在此平面内的点。平面内的一系列的点的集合可以组成曲线。
平面曲线包括直线和曲线，其中直线可以理解为曲线的一种特例——其曲率为0。确定平面内的一条直线可以有几种方式：
1. 平面内的两个点。
2. 平面内的一点和一个角度（角度指与表示平面的坐标的夹角）。

平面曲线的确定比较复杂，可以是任意的若干点的集合所组成，其表达式没有统一的形式。但是通常的研究对象并不会复杂到难以表达的情况，可以初略的将平面曲线按照表示其位置的函数的幂次来区分为一次曲线、二次曲线等。
平面曲线的研究手段一般涉及到极值、驻点、切线、法线、曲率等方法。

## 长度
若一条平面曲线可表达成标准方程{\displaystyle y=f(x)\,}，那么它的长度就是：
{\displaystyle \int _{a}^{b}{{\sqrt {\left[f'\left(x\right)\right]^{2}+1}}\;{\rm {d}}x}}
其中{\displaystyle a\,}、{\displaystyle b\,}为{\displaystyle x\,}的上下限。
若平面曲线可表达成参数方程{\displaystyle \left\{{\begin{matrix}x=x\left(t\right)\\y=y\left(t\right)\end{matrix}}\right.}，那么它的长度就是：
{\displaystyle \int _{\alpha }^{\beta }{{\sqrt {\left({x'}\right)^{2}+\left({y'}\right)^{2}}}{\rm {d}}t}}
其中{\displaystyle \alpha \,}、{\displaystyle \beta \,}为{\displaystyle t\,}的上下限。